# ناحیه تازولت
ناحیه تازولت (به عربی: دائرة تازولت) یک ناحیه در الجزایر است که در استان باتنه واقع شده‌است.